# Pander D

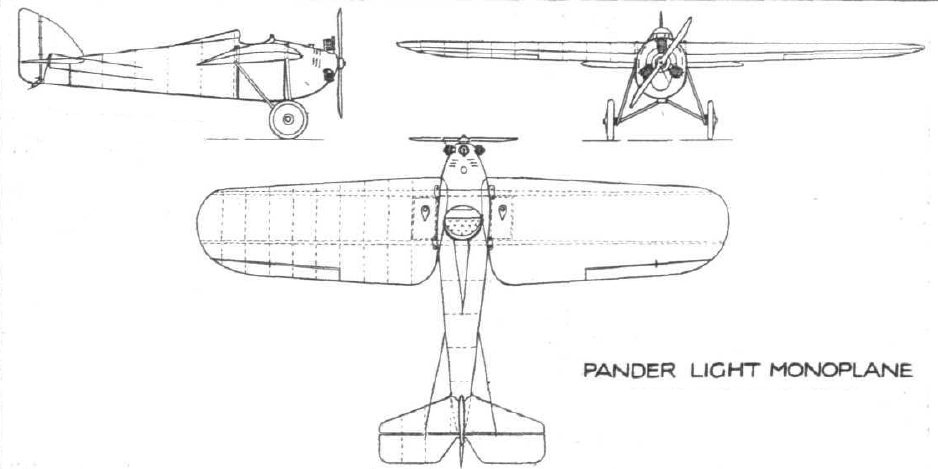
Pander D tekening

De Pander D was een licht schouderdekker trainings- en sportvliegtuig met vrijdragende vleugels. De Pander D eenzitter, een ontwerp van Theo Slot, kwam voort uit de Carley C.12 en de Holland H.2. De eerste vlucht was op 16 november 1924.
De Pander D was net als zijn voorgangers, de C.12 en H.2, geconstrueerd van hout. Maar de Pander was door zijn monocoque romp veel gestroomlijnder en de houtconstructie was beter gedetailleerd. Pander was van oudsher een fabriek van kwaliteitsmeubels en dat straalde af op het uiterlijk van de Pander D.
De Pander D werd voor het eerst getoond op de Paris Aero Show van 1924, waar deze ook heeft gevlogen. Zes toestellen werden verkocht voor gebruik in de burgerluchtvaart, en vier als militair trainings- en demonstratievliegtuig. Twee stuks gingen naar de ML-KNIL en twee naar de Marine Luchtvaartdienst (MLD).